# 주례중학교
주례중학교(周禮中學校)는 대한민국 부산광역시 사상구 주례동에 있는 공립 중학교이다.

## 학교 연혁
- 1970년 1월 13일 : 주례중학교 설립 인가
- 1970년 2월 5일 : 초대 서국선 교장 취임
- 1970년 3월 5일 : 제1회 입학식(4학급 280명)
- 1970년 7월 11일 : 본교사 이전(개교기념 제정)
- 1973년 1월 17일 : 제1회 졸업식(250명)
- 1979년 2월 25일 : 후관 4층 4교실 증축 및 본관 14교실 개수
- 1999년 12월 15일 : 강당 증축 및 도서실 정보방화 시설 설치
- 2000년 3월 1일 : 남, 여 공학 인가
- 2001년 12월 19일 : 교기 변경(핸드볼→복싱부)
- 2002년 2월 28일 : 학교 급식시설 및 조리시설 완공
- 2021년 2월 5일 : 블렌디드 러닝 수업환경 구축
- 2024년 3월 1일 : 제24대 임소혜 교장 취임
- 2024년 9월 11일 : 도서실, 영어카페, English zone 개관
- 2025년 1월 6일 : 제53회 졸업식(54명 졸업, 누계 21,316명)
- 2025년 3월 4일 : 제56회 입학식(3학급 72명)

## 참고 자료
- 주례중학교 - 한국교육학술정보원 학교알리미